# Fotografia kirlianowska

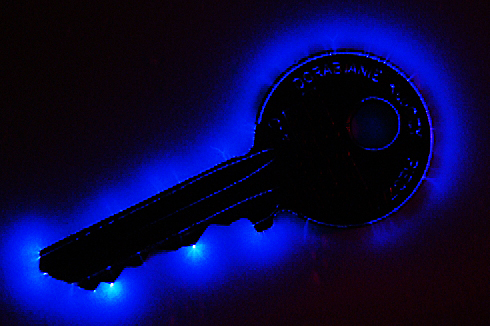
Fotografia kirlianowska klucza

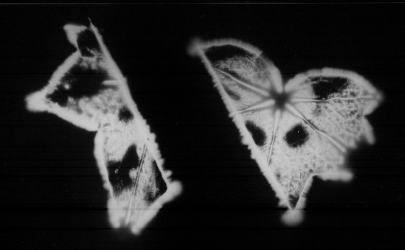
Zdjęcie liścia w fotografii kirlianowskiej czarno-białej (negatyw)

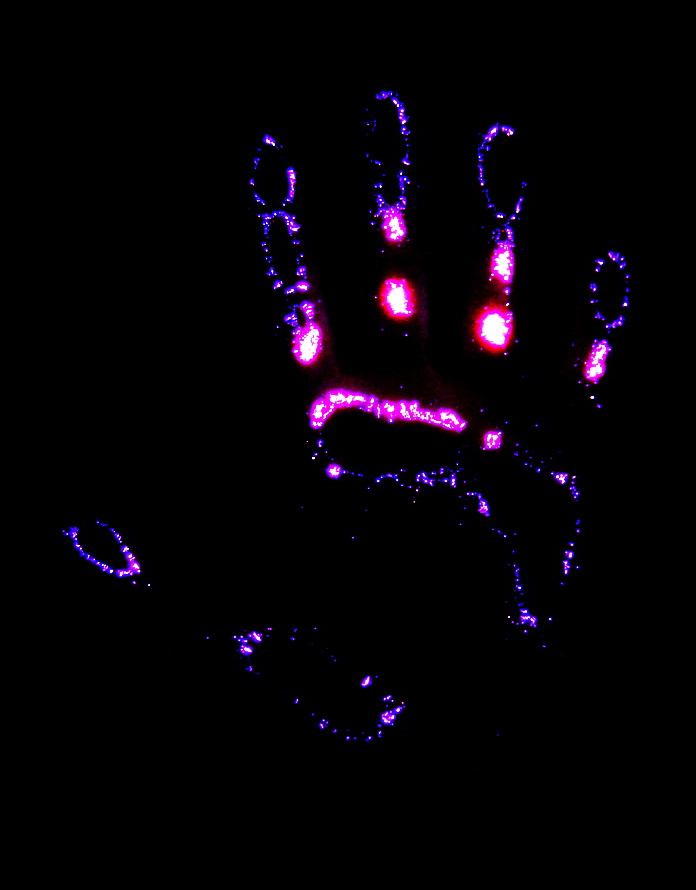
Fotografia kirlianowska dłoni

Fotografia kirlianowska – metoda rejestracji wyładowań elektrycznych przy użyciu materiałów fotograficznych. Po umieszczeniu fotografowanego obiektu na światłoczułej powierzchni i przyłożeniu do niej odpowiednio wysokiego napięcia, na materiale utrwalane są wyładowania koronowe na obrzeżach fotografowanego przedmiotu. Nazwa pochodzi od nazwiska małżeństwa Siemiona i Walentyny Kirlianow, popularyzatorów tego rodzaju fotografii.
Samo zjawisko fizyczne pozwalające na uzyskanie takich obrazów jest potwierdzone naukowo, szczegółowo zbadane i zgodne ze współczesną wiedzą teoretyczną. W kręgach pseudonaukowych (parapsychologów, radiestetów, energoterapeutów, bioterapeutów) postulowane jest, że pozwala ona na zarejestrowanie aury rzekomo odzwierciedlając stan duchowy organizmów żywych. Taka hipoteza nie ma  podstaw naukowych.

## Historia
Prekursorem fotografii kirlianowskiej był Jakub Jodko Narkiewicz w końcu XIX wieku. Badania nad aurą rozwinęło w latach 30. małżeństwo Kirlianow w ZSRR, doskonaląc metody rejestracji tego zjawiska przy użyciu generatora wysokiego napięcia i wysokiej częstotliwości, równocześnie przedstawiając wykładnię metafizyczną dla rejestrowanych obrazów.